# Lake Onoke
Der Lake Onoke ist ein See in der Region Wellington auf der Nordinsel von Neuseeland.

## Geographie
Der Lake Onoke befindet sich rund 30 km ostsüdöstlich vom Stadtzentrum von Wellington entfernt und rund 9 km südsüdwestlich der Alsops Bay des Lake Wairarapa. Der im Mittel rund 1,5 m tiefe See besitzt ein Größe von rund 6,3 km² und erstreckt sich an der Küste parallel zur Palliser Bay über eine Länge von rund 3,2 km. Ins Landesinnere ragt der Lake Onoke rund 2,7 km hinein.
Gespeist wird der See hauptsächlich vom Ruamahanga River, aber auch der Tūranganui River und einige Streams tragen ihren Teil dazu bei. Entwässert wird der Lake Onoke, der im Mittel über einen pH-Wert von 7,6 verfügt, an seinem südöstlichen Ende zur Palliser Bay, zu der nur eine 200 m bis 300 m breite und 3,5 km lange Landzunge aus Split die beiden Gewässer trennt.
Der See wird mit den Jahren zusehends flacher. Das zeigten Untersuchungen aus den Jahren 1994 und 2010, in denen festgestellt werden konnten, dass die Verlandung mit Sedimenten im Schnitt 12,5 mm pro Jahr ausmacht.
Der Lake Onoke steht unter dem Einfluss der Gezeiten.

## Siedlung am See
Lake Ferry ist eine Ansiedlung am südöstlichen Ende des Sees, dort wo der See seinen Zugang zur Palliser Bay findet. Archäologische Untersuchungen zeigten, dass der Ort schon im 12. Jahrhundert von Māori besiedelt war und die Siedlung wohl bis in etwa 1600 bestand. Später siedelten Māori um den See herum. 1844 kamen europäische Siedler mit Schafen und Rinder und als jemand auf dem See ertrank, wurde 1850 eine Fährdienst eingerichtet. Der Fährmann, um sein Einkommen aufzubessern, eröffnet 1851 an dem südöstlichsten Ufer des Sees eine Hotel. Die Siedlung wurde größer und heute befindet sich in der Siedlung eine Mix aus Urlaubshäuser und Häuser der Anwohner, ein Fährdienst hingegen nicht mehr.